# Emiko Takatatsu
Emiko Takatatsu (São Roque-SP, 1944) é uma ex-mesatenista do Brasil. Ela foi campeã paulista 14 vezes, 6 vezes campeã brasileira e coleciona mais de 500 medalhas em competições deste esporte, sendo a primeira jogadora nikkei a se destacar no tênis de mesa do Brasil. Na década de 1960, com Nackma Cruz e Bartira Rodrigues da Costa, fez parte da melhor equipe feminina de tenis de mesa de todos os tempos. Representou a Seleção Brasileira principal por 16 anos, participando de três mundiais de tênis de mesa.